# Nicholas Soussanin

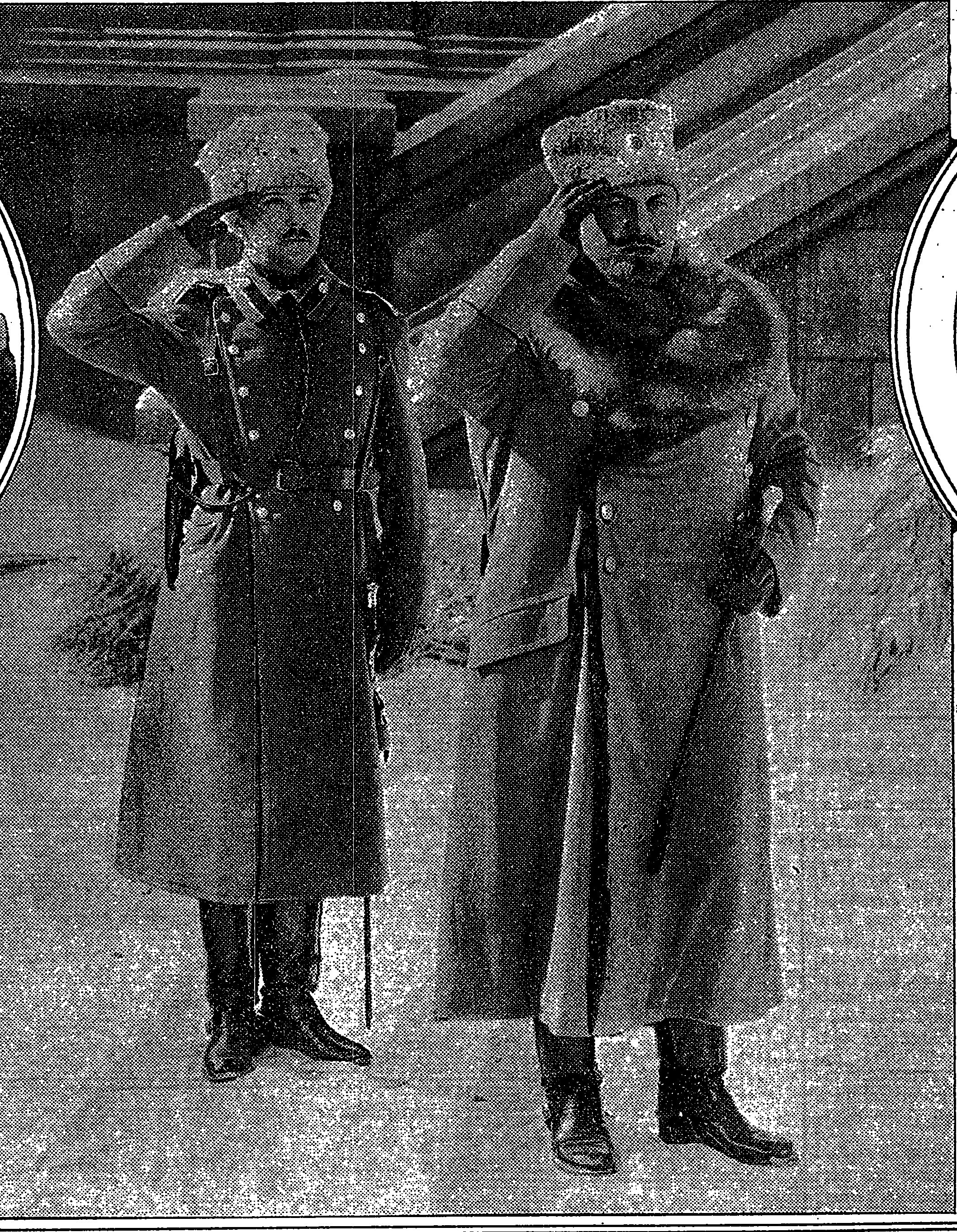
Nicholas Soussanin und Emil Jannings in Sein letzter Befehl

Nicholas Soussanin (* 3. Januar 1889 in Jalta, Russisches Kaiserreich; † 17. Juli 1981 in New York City, New York, Vereinigte Staaten) war ein Schauspieler.

## Leben
Nicholas Soussanin wurde 1889 in Jalta auf der Krim geboren. 
Von 1925 bis 1949 spielte er in mehr als dreißig Produktionen mit. Ende 1935 wurde er Mitglied der Screen Actors Guild. Beim Film Aschermittwoch war er am Drehbuch beteiligt.
Soussanin war mit Suzanna Stroemer und mit Olga Baclanova verheiratet. Er war Urgroßvater des Schauspielers David Pressman, Großvater der Schauspielerin Lanna Saunders und Vater des Schauspielers Nicholas Saunders.

## Filmografie
- 1925: Seine Hoheit verlobt sich (The Swan)
- 1926: Die Tänzerin des Zaren (The Midnight Sun)
- 1927: Hotel Stadt Lemberg (Hotel Imperial)
- 1927: One Increasing Purpose
- 1927: Rivalen des Ozeans (The Yankee Clipper)
- 1927: Wie Madame befehlen (Service for Ladies)
- 1927: Der Gentleman von Paris (A Gentleman of Paris)
- 1927: Im Rampenlicht (The Spotlight)
- 1927: Sein letzter Befehl (The Last Command)
- 1928: The Yellow Lily
- 1928: Night Watch
- 1928: Die Stunde der Entscheidung (The Woman Disputed)
- 1928: Adoration
- 1929: Trent’s Last Case
- 1929: The Squall
- 1930: Are You There?
- 1930: Das Strafgesetzbuch (The Criminal Code)
- 1931: White Shoulders
- 1931: Daughter of the Dragon
- 1932: Arsène Lupin, der König der Diebe
- 1932: Der schöne Karl (Downstairs)
- 1932: A Parisian Romance
- 1935: Der Mann, der die Bank von Monte Carlo sprengte (The Man Who Broke the Bank at Monte Carlo)
- 1936: Muss ’Em Up
- 1936: Unter zwei Flaggen (Under Two Flags)
- 1936: Champagne Charlie
- 1936: The Road to Glory
- 1938: Artists and Models Abroad
- 1939: Australien in Flammen (Captain Fury)
- 1939: Those High Grey Walls’
- 1941: Mary und der Millionär (The Devil and Miss Jones)
- 1941: My Life with Caroline
- 1949: Graf Cagliostro (Black Magic)
- 1952: Armstrong Circle Theatre